# Margaretha Byström
Gun Ulla Margaretha Byström-Borg, född 2 augusti 1937 i Oscars församling, Stockholm, är en svensk skådespelare, manusförfattare och teaterregissör.

## Biografi
Byström växte upp på Lidingö i Stockholms län i ett borgerligt hem. Redan som barn blev hon intresserad av film och musik. I vuxen ålder började hon studera vid Terserus teaterskola 1957–1958 och läste därefter teaterhistoria vid universitet. 1958 var hon engagerad vid Riksteaterns övnings- och uppvisningsscen Studion och året därpå spelade hon vid Riksteatern. 1961 verkade hon som pianist vid Folkteatern i Göteborg och började samma år att studera vid Dramatens elevskola, vilket hon gjorde fram till och med 1964. Redan samma år blev hon anställd på Dramaten och förblev så till pensioneringen 1997.
För den breda allmänheten är hon känd som Katarina Remmer i TV-serien Rederiet.

## Filmografi (urval)

### Som skådespelare
- 1970 – Reservatet (TV)
- 1971 – Beröringen
- 1971 – Troll
- 1972 – Längtan
- 1973 – Luftburen
- 1977 – Paradistorg
- 1978 – Stulet nyår
- 1978 – En vandring i solen
- 1980 – Jul igen hos Julofsson (Barnprogram)
- 1986 – På liv och död
- 1986 – Fläskfarmen (TV)
- 1987 – Sommarkvällar på jorden
- 1991 – Sanna kvinnor
- 1992 – Markisinnan de Sade (TV)
- 1993 – Morsarvet (TV-serie)
- 1993 – Snoken (TV-serie, gästroll)
- 1997–2002 – Rederiet (TV-serie)
- 2003 – Solveigs resa till det norra riket
- 2004 – Shrek 2 (röst)
- 2005 – White Trash
- 2005 – Pettson och Findus – Tomtemaskinen (röst)
- 2006 – Att göra en pudel
- 2007 – Shrek den tredje (röst)
- 2010 – Shrek - Nu och för alltid (röst)

### Som manusförfattare
- 1971 – Troll

## Teater

### Roller (ej komplett)
| År   | Roll              | Produktion                                         | Regi            | Teater   |
| ---- | ----------------- | -------------------------------------------------- | --------------- | -------- |
| 1965 | Charlotte         | Don Juan Molière                                   | Ingmar Bergman  | Dramaten |
| 1965 | En hovdam         | Yvonne, prinsessa av Bourgogne Witold Gombrowicz   | Alf Sjöberg     | Dramaten |
| 1969 | Leni              | Bröllopsfesten (Hochzeit) Elias Canetti            | Donya Feuer     | Dramaten |
| 1969 | Natalija Ivanovna | Tre systrar (Три сeстры, Tri sestry) Anton Tjechov | Keve Hjelm      | Dramaten |
| 1970 | Arsinoé           | Misantropen (Le Misanthrope) Molière               | Frank Sundström | Dramaten |
| 1991 | Fru Darling       | Peter Pan J.M. Barrie                              | Jackie Söderman | Dramaten |

### Regi
| År   | Produktion    | Upphovsmän                       | Teater   |
| ---- | ------------- | -------------------------------- | -------- |
| 1977 | Ranstadvalsen | Jan Guillou och Gunnar Ohrlander | Dramaten |

## Priser och utmärkelser
Margaretha Byström tilldelades O'Neill-stipendiet och Thaliapriset 1984. Hon har även mottagit Teaterförbundets De Wahl-stipendium och Teaterförbundets Vilhelm Moberg-stipendium (1968).